# Róbert Ovad
Róbert Ovad (* 28. února 1971, Ružomberok) je bývalý slovenský fotbalista, obránce. Po skončení aktivní kariéry působí jako trenér, mj. u týmu ŠK Blava Jaslovské Bohunice.

## Fotbalová kariéra
V československé lize hrál za Spartak Trnava, nastoupil v 59 ligových utkáních a dal 2 góly. Ve slovenské lize hrál i za FK Dukla Banská Bystrica, FK Inter Bratislava, MFK Ružomberok a Matador Púchov, nastoupil ve 257 ligových utkáních a dal 11 gólů. Za slovenskou reprezentaci nastoupil ve 3 utkáních.

## Ligová bilance
| Ročník                                      | Zápasy | Góly | Minuty | Klub                     |
| ------------------------------------------- | ------ | ---- | ------ | ------------------------ |
| 1. československá fotbalová liga 1989/90    | 3      | 0    | 225    | Spartak Trnava           |
| 1. slovenská národní fotbalová liga 1990/91 | -      | -    | -      | Spartak Trnava           |
| 1. československá fotbalová liga 1991/92    | 27     | 1    | 2350   | Spartak Trnava           |
| 1. československá fotbalová liga 1992/93    | 29     | 1    | 2419   | Spartak Trnava           |
| Mars superliga 1993/94                      | 23     | 1    | 1985   | Spartak Trnava           |
| Mars superliga 1994/95                      | 30     | 1    | -      | FK Dukla Banská Bystrica |
| Mars superliga 1995/96                      | 28     | 0    | -      | FK Dukla Banská Bystrica |
| Mars superliga 1996/97                      | 22     | 4    | -      | FK Dukla Banská Bystrica |
| Mars superliga 1997/98                      | 30     | 1    | -      | FK Inter Bratislava      |
| Mars superliga 1998/99                      | 26     | 0    | -      | FK Dukla Banská Bystrica |
| Regionalliga Nord 1990/00                   | -      | -    | -      | SV Wilhelmshaven         |
| Mars superliga 2000/01                      | 28     | 2    | -      | MFK Ružomberok           |
| Mars superliga 2001/02                      | 2      | 0    | -      | MFK Ružomberok           |
| Mars superliga 2001/02                      | 30     | 2    | -      | Matador Púchov           |
| Corgoň liga 2002/03                         | 20     | 1    | -      | Matador Púchov           |
| Corgoň liga 2003/04                         | 18     | 0    | -      | Matador Púchov           |
| CELKEM                                      | 6      | 0    | -      |                          |